# Dipartimento per le imprese, l'energia e la strategia industriale
Il Dipartimento per le imprese, l'energia e la strategia industriale (in inglese: Department for Business, Energy and Industrial Strategy - BEIS) era un dipartimento esecutivo del governo britannico, che riuniva gli ex Dipartimenti dell'Energia e  delle Imprese.
Creato dopo il voto della Brexit nel 2016, il dipartimento è esistito fino al febbraio 2023. Le sue funzioni vennero suddivise in tre nuovi dipartimenti: il Dipartimento per le imprese e il commercio, il Dipartimento per la sicurezza energetica e lo zero netto e il Dipartimento per la scienza, l'innovazione e la tecnologia.

## Responsabilità
Il dipartimento era responsabile per le politiche governative nelle seguenti aree:
- Regolamentazione e supporto alle imprese
- Politica sul cambiamento climatico nel Regno Unito
- Legge sul commercio
- Concorrenza
- Consumo
- Corporate governance
- Energia
- Rapporti di lavoro
- Licenza di esportazione
- Innovazione
- Insolvenza
- Proprietà intellettuale
- Cosmo
- Servizi postali
- Sviluppo economico regionale e locale
- Scienza e ricerca
- Commercio

Alcune politiche si applicavano solo all'Inghilterra a causa del decentramento, mentre altre non lo erano e quindi si applicavano ad altre nazioni del Regno Unito.

## Direzione
L'ultimo team ministeriale era formato da:
- Segretario di Stato per le imprese, l'energia e la strategia industriale: Grant Shapps, MP
  - Ministro di Stato per il cambiamento climatico e l'energia: Graham Stuart, MP
  - Ministro di Stato per le università, la ricerca, le scienze e l'innovazione: George Freeman, MP
    - Sottosegretario di Stato parlamentare per l'industria e l'energia: Nus Ghani, MP
    - Sottosegretario di Stato parlamentare per le piccole imprese, i consumatori e la responsabilità aziendale: Barone Callanan
    - Sottosegretario di Stato parlamentare per le imprese e i mercati: Kevin Hollinrake, MP